# Vila de Cruces
Vila de Cruces ist eine galicische Gemeinde in der Provinz Pontevedra im Nordwesten Spaniens mit 5.033 Einwohnern (Stand: 2024). 

## Geografie
Die Nachbargemeinden sind Boqueijón, Touro, Arzúa und Santiso (Provinz La Coruña) und Silleda, Golada und Lalín (Provinz Pontevedra).

## Geschichte
Der Gemeindesitz war bis 1944 in Carbia, einem Dorf, das zu Vila de Cruces gehört. Am 19. September 1944 zog das Rathaus nach Vila de Cruces um, wodurch sich der Name der Gemeinde änderte.

## Bevölkerungsentwicklung der Gemeinde
Legende: Carbia___Villa de Cruces___Vila de Cruces

## Gemeindegliederung
Die Gemeinde Vila de Cruces ist in 28 Parroquias gegliedert:
| Parroquias         | Patrozinium            | Einwohner 2024 | Fläche km² | Dichte Einw./km² | Höhe msnm | Ortskennzahl |
| ------------------ | ---------------------- | -------------- | ---------- | ---------------- | --------- | ------------ |
| Añobre             | San Pedro              | 74             | 3,18       | 23               | 242       | 36059010000  |
| Arnego             | Santa María            | 30             | 3,57       | 8                | 313       | 36059020000  |
| Asorei             | Santa María            | 34             | 2,77       | 12               | 624       | 36059030000  |
| Bascuas            | Santa Mariña           | 91             | 3,01       | 30               | 135       | 36059040000  |
| Besexos            | San Fiz                | 75             | 5,75       | 13               | 455       | 36059050000  |
| Bodaño             | San Mamede             | 127            | 2,25       | 56               | 435       | 36059060000  |
| Brandariz          | San Miguel             | 196            | 9,46       | 21               | 181       | 36059070000  |
| Camanzo            | San Salvador           | 383            | 9,68       | 40               | 237       | 36059080000  |
| Carbia             | San Xoán               | 307            | 8,31       | 37               | 384       | 36059090000  |
| As Cruces          | Nosa Señora da Piedade | 1.274          | 4,63       | 275              | 552       | 36059100000  |
| Cumeiro            | San Pedro              | 174            | 5,05       | 34               | 460       | 36059110000  |
| Duxame             | San Miguel             | 57             | 3,32       | 17               | 331       | 36059120000  |
| Ferreirós          | San Xes                | 60             | 3,53       | 17               | 519       | 36059130000  |
| Fontao             | Santiago               | 219            | 3,93       | 56               | 406       | 36059140000  |
| Gres               | Santiago               | 128            | 2,17       | 59               | 73        | 36059150000  |
| Larazo             | San Xoán               | 148            | 8,18       | 18               | 497       | 36059170000  |
| Loño               | San Mamede             | 82             | 5,89       | 14               | 342       | 36059180000  |
| Merza              | Santa María            | 351            | 8,63       | 41               | 220       | 36059200000  |
| Obra               | San Tomé               | 80             | 3,77       | 21               | 120       | 36059210000  |
| Oirós              | Santa María            | 106            | 5,79       | 18               | 502       | 36059220000  |
| Ollares            | Santa María            | 86             | 6,77       | 13               | 299       | 36059230000  |
| Piloño             | Santa María            | 280            | 6,82       | 41               | 196       | 36059240000  |
| Portodemouros      | San Salvador           | 27             | 2,34       | 12               | 295       | 36059250000  |
| Sabrexo            | Santa María            | 206            | 9,27       | 22               | 382       | 36059260000  |
| Salgueiros         | San Pedro              | 132            | 5,50       | 24               | 277       | 36059270000  |
| San Pedro de Losón | San Pedro              | 77             | 3,13       | 25               | 0         | 36059190000  |
| San Tomé de Insua  | San Tomé               | 94             | 7,24       | 13               | 213       | 36059160000  |
| Toiriz             | San Xoán               | 184            | 10,95      | 17               | 377       | 36059280000  |

## Wirtschaft
| Ackerbau, Viehzucht und Fischerei                                                  | 0237  | 012,35 |
| Industrie                                                                          | 0337  | 017,56 |
| Bauwirtschaft                                                                      | 0169  | 08,81  |
| Dienstleistungsbetriebe                                                            | 1.176 | 061,28 |
| Total                                                                              | 1.919 | 100,00 |
| * Daten aus dem Statistischen Amt für Wirtschaftliche Entwicklung in Galicien, IGE |       |        |

## Partnerstädte
- Campana, Argentinien

## Persönlichkeiten
- Luis Quinteiro Fiuza (* 1947), römisch-katholischer Geistlicher, Bischof von Orense (2002–2010) und Tui-Vigo (2010–2024)